# Бхопальская катастрофа
Бхопа́льская катастро́фа — крупнейшая по числу жертв техногенная катастрофа в современной истории, произошедшая в результате аварии на химическом заводе, принадлежащем американской химическо-промышленной корпорации Union Carbide, в индийском городе Бхопал (столице штата Мадхья-Прадеш). В ночь на 3 декабря 1984 года из резервуара для хранения метилизоцианата (сокращённо — MIC) произошёл выброс 42 тонн этого высокотоксичного соединения. Облако из паров MIC покрыло собой территорию в 40 квадратных километров, распространившись на близлежащие трущобы и железнодорожный вокзал.
Согласно начальным официальным правительственным данным, в день аварии погибло около 3000 человек. После число погибших было пересмотрено в сторону увеличения — 5295 человек. Оценки пострадавших варьируются.

## Предыстория
С 1970 года правительство Индии стало проводить политику по привлечению иностранных инвестиций в местную промышленность, и в рамках одной из программ американская компания Union Carbide получила разрешение на постройку в Бхопале завода по производству пестицидов для нужд сельского хозяйства. Завод был построен дочерней компанией Union Carbide India Limited (UCIL). Изначально планировалось, что для производства пестицидов завод будет импортировать часть химикатов, произведённых на других предприятиях корпорации, но в условиях обострившейся конкуренции на местном рынке на бхопальском заводе было освоено собственное производство необходимых химикатов, требующее более сложных и опасных процессов, нежели проектировалось изначально.
Завод производил популярный в то время инсектицид Севин (карбарил, 1-нафтил-N-метилкарбамат), производившийся реакцией метилизоцианата (сокращённо — MIC) с α-нафтолом в среде четырёххлористого углерода. Метилизоцианат хранился на заводе в трёх частично вкопанных в землю ёмкостях, каждая из которых могла вместить около 60 тыс. литров жидкости.
Неурожаи в Индии в 1980-х годах снизили спрос на продукцию завода и его подготовили к продаже к июлю 1984 года. Однако покупатель не был найден, и работа на заводе продолжалась на оборудовании, которое к тому времени уже не соответствовало нормам безопасности. В свою очередь, падение спроса на пестициды привело к накоплению запасов неиспользующегося MIC.

### Ранние утечки
В 1976 году два местных профсоюза пожаловались на загрязнение воды вблизи завода. В 1981 году во время ремонтных работ на трубопроводе на рабочего случайно попал фосген. В панике он снял противогаз и вдохнул большое количество токсичного газа, что привело к его смерти через 72 часа. После этих событий индийский журналист Раджкумар Кесвани начал расследование и опубликовал свою точку зрения в местной газете Rapat. Согласно его выводам, техническое состояние завода оставляло желать лучшего. В будущем, по его мнению, это могло привести к непоправимой катастрофе.
В январе 1982 года в результате утечки фосгена 24 рабочих завода попали в больницу. Никто из госпитализированных работников не получал средства защиты. Месяц спустя, в феврале, произошла утечка метилизоцианата, затронувшая 18 рабочих. В августе 1982 инженер-химик контактировал с жидким MIC, вследствие чего получил ожоги 30 % тела. В октябре произошла ещё одна утечка этого химического соединения. В попытке остановить утечку руководитель отдела по производству MIC получил серьёзные химические ожоги, а двое других рабочих пострадали от воздействия газов. В течение 1983 и 1984 годов периодически происходили утечки MIC, хлора, фосгена, тетрахлорметана, метиламина, иногда в сочетании.

## Хроника событий
Непосредственной причиной трагедии стал аварийный выброс паров метилизоцианата, который в заводском резервуаре нагрелся выше температуры кипения (39,5 °C), что привело к повышению давления и разрыву аварийного клапана. В результате с 0:30 до 2:00 3 декабря 1984 года в атмосферу было выброшено около 42 тонн ядовитых паров. Облако метилизоцианата накрыло близлежащие трущобы и железнодорожный вокзал (находящийся в 2 км от предприятия). Большое число жертв объясняется высокой плотностью населения, несвоевременным информированием населения, нехваткой медперсонала, а также неблагоприятными погодными условиями — облако тяжёлых паров разносилось ветром.

## Причины трагедии
Причина катастрофы до сих пор официально не установлена. Среди версий преобладают грубое нарушение техники безопасности и намеренное саботирование работы предприятия. В американском документальном телесериале «Секунды до катастрофы» сделан вывод, что, несмотря на принципиальную возможность саботажа, первым звеном в приведшей к катастрофе цепочке стала экономическая ошибка при оценке спроса на продукцию завода, что привело к требованиям менеджмента корпорации-владельца к руководству убыточного завода снизить издержки, в результате чего на предприятии стали экономить на мерах по обеспечению безопасности. В фильме продемонстрировано, что все защитные системы оказались неработоспособны или неэффективны, приборы не отражали реального состояния ёмкостей, был уволен инспектор по безопасности, а наиболее эффективное защитное средство — дожигающая газ труба — оказалась разобранной и не восстанавливалась в течение нескольких недель. Согласно авторам фильма, компания не представила ни одного весомого доказательства в пользу теории саботажа, то есть сфабриковала эту версию для спасения корпоративной репутации.

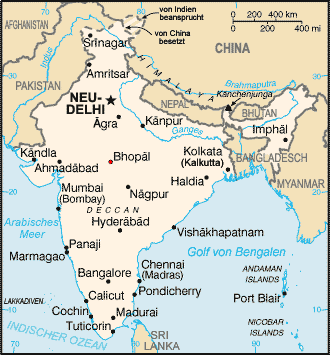
Бхопал (помечен красным)

## Последствия аварии
Одобренным в феврале 1989 года Верховным судом Индии соглашением Union Carbide обязалась выплатить до конца марта правительству 470 млн долларов взамен снятия обвинения в убийстве с директора Уоррена Андерсона и снятия судебных исков против компании.
Для лечения пострадавших в катастрофе в 1996 году в Бхопале была открыта клиника фонда Sambhavna Trust.
В 2004 году арт-группа The Yes Men устроила мистификацию, в рамках которой по BBC World было объявлено о продаже Union Carbide и распределении вырученных 12 млрд долларов на ликвидацию последствий катастрофы, медицинскую помощь и исследование возможного вреда от других продуктов компании. Dow Chemical (поглотившая Union Carbide в 2001 году) спустя два часа выпустила опровержение, но итогом истории было суммарное падение акций компании на 2 млрд долларов.
7 июня 2010 года индийский суд признал семерых бывших руководителей индийского отделения компании Union Carbide виновными в халатности, повлекшей гибель людей. Осуждённые были приговорены к двум годам тюремного заключения и штрафу в размере 100 тысяч рупий (примерно 2100 $).

### Количество пострадавших
По различным данным, общее количество пострадавших оценивается в 150—600 тысяч человек, из них 3 тысячи погибло непосредственно в момент катастрофы, ещё 15 тысяч — в последующие годы умерло от последствий воздействия химикатов на организм.
Эти цифры дают основание считать бхопальскую трагедию крупнейшей в мире техногенной катастрофой по числу жертв.
Никто точно не знает, сколько людей погибло той ночью. Официальные оценки правительства начинались с 3000, а затем были пересмотрены до 5295. Но другие источники, включая Amnesty International, говорят, что по меньшей мере 7000 человек умерли только в течение первых трех дней, и около 25 000 человек в целом умерли от воздействия MIC. Еще 500 000 имеют сохраняющиеся проблемы со здоровьем.
Воздействию газов подверглись более 500 000 человек, от 3000 до 10 000 человек умерли в течение первых недель, а от 100 000 до
200 000 могут иметь необратимые травмы.
Компенсации выплачены членам семей погибших (3787 смертей) по 10 000 рупий на человека.

## В искусстве
- Экспресс на Бхопал[англ.] (1999) реж. Махеш Матхай
- Бхопал: молитва о дожде[англ.] (2014) реж. Р. Кумар
- Bhopal в альбоме Dust (2014) группы Show Me A Dinosaur
- По мотивам катастрофы — повесть «Смерть этажом ниже» Кир Булычев